# Lymphome à cellules B
 Mise en garde médicale
Les lymphomes à cellules B sont des types de lymphomes affectant les cellules B, un type de globule blanc qui produit des anticorps,.

## Type
Il s’agit d’un type de cancer du sang. Les sous-types comprennent le lymphome de Hodgkin et plus de 40 types de lymphome non hodgkinien. Ils sont divisés en lymphomes à croissance lente  et lymphomes agressifs.

## Symptômes
Les symptômes peuvent inclure des ganglions lymphatiques enflés, des douleurs abdominales, de la fièvre, des sueurs nocturnes ou une perte de poids. Ils commencent généralement dans les ganglions lymphatiques, la rate, la moelle osseuse ou le sang.

## Facteurs de risque
Les facteurs de risque comprennent certaines conditions génétiques, des infections virales, des troubles du tissu conjonctif et une mauvaise fonction immunitaire.

## Diagnostic
Le diagnostic repose sur une biopsie tissulaire.

## Traitement

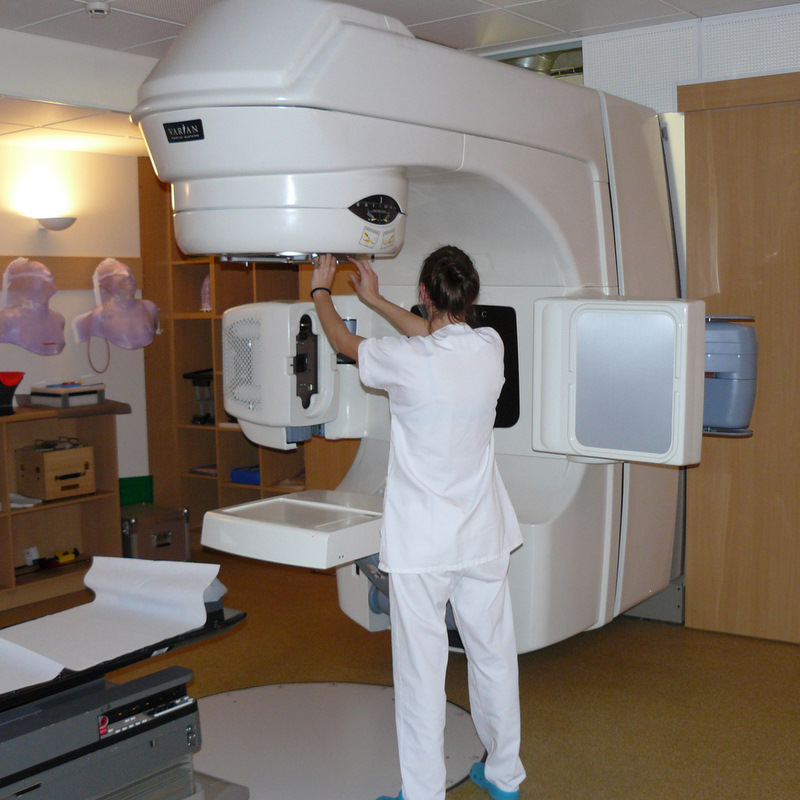
Accélérateur linéaire de radiothérapie

Les lymphomes à croissance lente répondent souvent bien au traitement et ont une survie de plusieurs années.
Les lymphomes agressifs, en revanche, peuvent être guéris mais sont rapidement mortels lorsqu'ils ne le sont pas.
Les traitements peuvent inclure la radiothérapie, la chimiothérapie, l’immunothérapie ou la greffe de cellules souches.

## Fréquence
Dans les pays occidentaux, le lymphome à cellules B touche environ 19 personnes sur 100 000 par an et représente environ 95 % des cas de lymphome. Environ 80 % des lymphomes non hodgkiniens sont des lymphomes à cellules B. Bien que plus fréquents chez les personnes âgées, certains types peuvent survenir chez les enfants,.